# رگ متیوز
رگ متیوز (به انگلیسی: Reg Matthews) بازیکن فوتبال زادهٔ ۲۰ دسامبر ۱۹۳۲ اهل کشور انگلستان که سابقهٔ بازی در تیم ملی فوتبال انگلستان را در کارنامهٔ خود دارد. وی در تاریخ ۱۴ آوریل ۱۹۵۶ نخستین بازی ملی خود را در مقابل تیم ملی فوتبال اسکاتلند انجام داد و با حضور در ۵ بازی ملی، در تاریخ ۶ اکتبر ۱۹۵۶ واپسین بازی ملی‌اش را در برابر تیم ملی فوتبال ایرلند شمالی برگزار کرد.